# Bjørn (capo vichingo)
Bjørn (latino: Berno) (fl. 856–858) è stato un capo vichingo.

## Biografia
È il più antico scandinavo conosciuto, non parente dei sovrani di Danimarca, ad essere entrato al servizio del re dei Franchi, in particolare si trattava di Carlo il Calvo, re dei Franchi Occidentali. Viene a volte identificato con il re svedese Björn Ragnarsson.
Nel luglio dell'856 un capo vichingo di nome Sidroc superò la Senna per saccheggiare. Il 19 agosto a lui si unì una flotta comandata da Bjørn. Era già giunto l'inverno quando Sidroc lasciò le acque dei Franchi, mentre Bjørn costruì un campo fortificato su un'isola chiamata Oscellus, probabilmente Oissel. I Vichinghi continuarono a saccheggiare raggiungendo Bayeux ed Évreux, e l'intera regione oppose poca resistenza ai loro movimenti fino all'857. (gli Annales Fontanellenses, importante fonte per questi eventi, li data erroneamente all'855).
Le fonti giunte fino a noi non spiegano perché Bjørn abbia fatto visita a re Carlo presso Verberie all'inizio dell'858. Negli Annales Bertiniani, principali annali Franchi del periodo: “Bjørn, capo della fazione dei pirati della Senna, inseguendo re Carlo giunsero al palazzo di Veberie, e concedendogli le mani gli giurarono fedeltà.” Bjørn probabilmente ricevette tributi (danegeld) in cambio della sottomissione. A novembre i vescovi del regno dei Franchi Occidentali, raccolti in un sinodo a Quercy, spedirono una lettera, scritta probabilmente da Incmaro di Reims, a Ludovico II il Germanico, re del Regnum Teutonicorum, in cui si citano i tributi da pagarsi ai Vichinghi. Probabilmente si fa riferimento a Bjørn ed ai suoi uomini, dato che non si conoscono altri Vichinghi che abbiano firmato trattati con i Franchi in quel periodo.
Secondo gli Annales Fontanellenses, Carlo il Calvo assediò Oissel nell'859. Dato che Bjørn non viene mai citato per nome negli annali, è probabile che sia rimasto fedele a Carlo e non si sia invece riunito all'esercito rimasto presso la roccaforte dell'isola. Gli Annales Bertiniani confermano che Carlo assediò l'isola solo dopo la sottomissione di Bjørn.